# Заболотный, Василий Сильвестрович
Василий Сильвестрович Заболотный (1860—после 1933) — русский военачальник, генерал-майор.

## Биография
Василий Заболотный родился 2 (14) марта 1860 года в православной семье.
Получил домашнее образование.
В военную службу вступил 13 мая 1879 года. Окончил Киевское военное училище. Выпущен в 44-й пехотный резервный батальон. Прапорщик (ст. 23.05.1883). Подпоручик (ст. 30.08.1884). Поручик (ст. 30.08.1888). Штабс-капитан (ст. 06.05.1900). Капитан (ст. 06.05.1901). Командовал ротой.
Участник русско-японской войны 1904—1905. В бою был ранен.
Подполковник (пр. 1905; ст. 08.06.1905; за боевые отличия). Полковник (ст. 06.12.1910). На 1 марта 1914 года состоял в 149-м пехотном Черноморском полку.
Участник Первой мировой войны. Командир 297-го пехотного Ковельского полка. Генерал-майор (пр. 18.02.1916; ст. 09.11.1914). В одном из боёв был ранен и попал в плен. От ранения (шашкой в голову) утратил способность двигать правыми конечностями и говорить. Вернулся из плена инвалидом.
После Октябрьской революции находился в эмиграции. Умер после 1933 года.

## Награды
- Награждён орденом Св. Георгия 4-й степени (20 августа 1916).
- Также награждён орденами Св. Станислава 3-й степени с мечами и бантом (1905); Св. Станислава 2-й степени с мечами (1905); Св. Анны 2-й степени с мечами (1905); Св. Владимира 4-й степени с бантом (1909); Св. Владимира 3-й степени с мечами (1914).